# Born in the U.S.A. (노래)
〈Born in the U.S.A.〉는 미국의 싱어송라이터 브루스 스프링스틴이 작사, 작곡하고 공연한 1984년 곡으로 같은 이름의 음반에 발매되었다. 스프링스틴의 가장 잘 알려진 싱글들 중 하나인 《롤링 스톤》은 "역사상 가장 위대한 노래 500곡" 목록에서 275위를 차지했고, 2001년에는 미국 음반 산업 협회의 세기의 노래가 59위(365개 중)에 올랐다. 이 노래는 미국에게 미치는 베트남 전쟁의 해로운 영향과 그들의 고향으로 돌아갔을 때 베트남 참전용사들의 대우를 다루고 있다. 이 노래는 베트남 참전용사들이 만났던 무관심과 적대감에 대한 아이러니한 반박이다.

## 테마
〈Born in the U.S.A.〉는 NPR, BBC 등에 의해 역사상 가장 오해 받는 노래 중 하나로 불려왔다. 로널드 레이건이나 팻 뷰캐넌 같은 정치인들이 가사에 등장하는 미국 정책과 사회에 대한 쓴소리를 인정하지 않고 이 노래의 후렴구의 지배적인 톤에 반응하면서 미국에 대한 국기를 흔드는 패아로 취급되어 왔다. 그 노래는 참전 용사가 전쟁에서 돌아오면서 소외된 비극적인 인물로 묘사하고 있다.
이 노래의 노동자 계급의 주인공은 군대와 합류하여 "황색인과 싸운다"고 말하고 미국으로 돌아오는 것에 불만을 품는다. 그의 형(혹은 몇몇 생방송에서 "친구"인)도 "모두 사라졌다"고 한다.

## 곡 목록

### 7인치 싱글
1. "Born in the U.S.A." – 4:39
2. "Shut Out the Light" – 3:45

## 인증
| 국가                               | 인증        | 판매량/출하량                          |
| ---------------------------------- | ----------- | -------------------------------------- |
| 오스트레일리아 (ARIA)              | 2× 플래티넘 | 140,000                                |
| 덴마크 (IFPI Danmark)              | 골드        | 45,000                                 |
| 이탈리아 (FIMI)                    | 골드        | 25,000                                 |
| 영국 (BPI)                         | 실버        | 200,000                                |
| 미국 (RIAA)                        | 골드        | 500,000^ (physical)1,053,000 (digital) |
| 판매량+스트리밍을 기반으로 한 인증 |             |                                        |